# Colchicum freynii
Colchicum freynii är en tidlöseväxtart som beskrevs av Joseph Friedrich Nicolaus Bornmüller. Colchicum freynii ingår i släktet tidlösor, och familjen tidlöseväxter. Inga underarter finns listade i Catalogue of Life.